# Ivica Sikirić
Ivica Sikirić – Ićo (Zadar, 7. srpnja 1971.) – hrvatski pjevač i glazbenik iz Bibinja kod Zadra. 

## Glazbeni početci
Odrastao je u svijetu klapske glazbe, jer su njegovi roditelji i članovi šire obitelji bavili se klapskim pjevanjem. Već u 12. godini života aktivno se bavi sviranjem mandoline u mandolinskom sastavu, u sklopu tadašnjeg KUD „Bibinje“. Okušao se i u klapskom pjevanju (a capella), jer je sa svojim prijateljima naslijedio i zamijenio starije članove klape „Fortuna“ iz Bibinja, u kojoj je ujedno pjevao njegov otac, pri čemu je onda nastala klapa Bibinje koja i dandanas postoji.
U vrijeme Domovinskog rata (1991.) aktivno se prijavljuje kao dragovoljac u obranu domovine. Pri završetku Domovinskog rata sudjelovao je na čuvenom klapskom festivalu u Omišu, gdje je skupio potrebno klapsko i glazbeno iskustvo.
U glazbenom smislu, Ivica Sikirić – Ićo bio je veliki štovatelj klape „Trogir“ u kojoj je tada pjevao Vinko Coce. Godine 1995. dobio je poziv da bude njezin prvi tenor, jer je Vinko Coce tada odlazio u samostalne glazbene vode i u njoj je ostao zaključno do 1998. godine.

## Samostalna karijera
Pod mentorstvom i dirigentskom palicom etnomuzikologa i glazbenog pedagoga Nikole Buble s Umjetničke akademije Sveučilišta u Splitu, uzima satove pjevanja i glazbenog usavršavanja. Godine 1997. godine započinje samostalnu karijeru, kada je održao prvi samostalni nastup na Zadarfestu i osvojio 1. nagradu debitanta s pjesmom „Kad bi mogla priznati“, čiji tekst i glazbu potpisuje Nenad Nakić, basist zadarske grupe Riva. Sljedeće, 1998. godine opet nastupa na Zadarfestu, u duetu sa Sanelom Bačić i osvaja 2. nagradu publike s pjesmom „Svjetionik ljubavi“. Godine 2001. izlazi njegov prvi studijski album Postelja od ruža koji potpisuje Nenad Ninčević iz Splita. Istoimena pjesma s albuma osvaja 1. nagradu publike na Zadarfestu 2001. godine. 
S pjesmom „Najlipša si“ iz 2002./2003. godine dobiva 1. nagradu radijskog festivala u organizaciji Narodnog radija. Tada kreće nanovo suradnja s Rudolfom Dvorskim iz Zadra, pri čemu nastaje drugi studijski album pod nazivom Najlipša si.
Surađivao je s brojnim producentima, glazbenicima i tekstopiscima, poput Nenada Ninčevića, Rudolfa Dvorskog, Nenada Makića, Ive Mataka. 
U vidu dueta ostvario je suradnju drugim glazbenicima, poput Sanele Bačić, Vinka Coce i Tomislava Bralića iz klape „Intrade”.

## Nagrade i priznanja
Prvu nagradu publike na Zadarfestu osvaja 2003., a te iste godine osvaja i prvu nagradu žirija na splitskom festivalu „Melodije Jadrana“ s pjesmom „Kolone“.
Naredne 2004. godine osvaja prvu nagradu radijskog urednika s pjesmom „Pusti me da sanjam“.

## Diskografija
- 2002. - Postelja od ruža
- 2003. - Najlipša si
- 2004. - Iz moje duše

## Festivali i kompilacije
- 2000. - Zadarfest 2000.
- 2001. - Zadarfest 2001.
- 2002. - Hrvatski radijski festival 2002.
- 2003. - Hrvatski radijski festival 2003.
- 2003. - Zadarfest 2003.
- 2003. - Split 2003.
- 2004. - Zadarfest 2004.
- 2004. - Split 2004.
- 2004. - Hrvatski radijski festival 2004.
- 2005. - Hrvatski radijski festival 2005.
- 2006. - Split 2006.
- 2007. - Pjesme moru vol. 1
- 2007. - Zlatne žice Slavonije 2007. - Večer pjesme i vina
- 2008. - 10 godina Zadarfesta
- 2012. - Zagrebfest 2012.
- 2024. - Melodije Jadrana 2024.
- 2025. - Melodije Jadrana 2025.